# Dachstein
För andra betydelser, se Dachstein (olika betydelser).
Dachstein är en kommun i departementet Bas-Rhin i regionen Grand Est (tidigare regionen Alsace) i nordöstra Frankrike. Kommunen ligger i kantonen Molsheim som tillhör arrondissementet Molsheim. År 2022 hade Dachstein 1 755 invånare.

## Befolkningsutveckling
Antalet invånare i kommunen Dachstein
| Referens: INSEE |